# Odet de Coligny

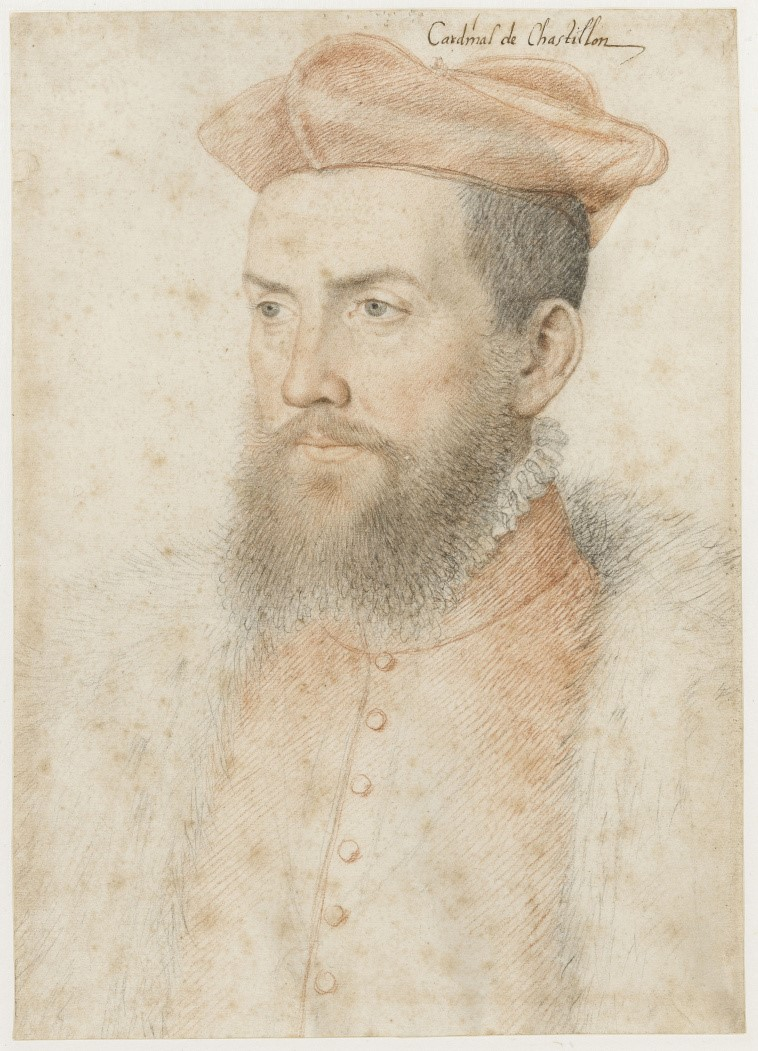
Odet de Coligny

Odet de Coligny (Châtillon-Coligny, 10 de juliol de 1517 - † Southampton, 14 de febrer de 1571), va ser un cardenal de la Santa Església Romana (cardinalis Sanctae Romanae Ecclesiæ); anomenat com cardenal de Chastillon (o Châtillon).
Fill de Gaspar I de Coligny (primer mariscal de França de la casa de Coligny) i de la seva dona Louise de Montmorency. Era germà de Gaspar II de Coligny.
Va ocupar alts càrrecs en l'Església (arquebisbe de Tolosa, bisbe de Beauvais i par de França). Va ser nomenat cardenal el 1533. El 1556 va ser proclamat abat de Ferrières per recomanació del Papa Pius IV i del rei Enric II de França, i quatre anys més tard, Pius el va nomenar inquisidor de França. Tot i l'oposició del parlament francès a la Inquisició, res no li va impedir assumir el càrrec. En algun moment després de 1560 també es va convertir en abat de Grandchamps, de Quincy i el 1560 de Vézelay. Com abat dels anteriors també n'era el nat d'alguns més, com el de Sant Euvertius, de Fontainejean, Ferrières, i Saint Benoît, i de 1554 a 1560 abat de Saint Pierre de Mâcon. Va participar en el Conclave de 1549-50.
No obstant això, sota la influència de la seva família, que finalment es va acostar al camp protestant, va esdevenir hugonot i calvinista l'abril de 1561. El fet va commocionar la cúria, ja que la seva carrera eclesiàstica sempre havia estat més motivada per l'ambició que per la pietat; tot i això, no fou l'únic cardenal francès a convertir-se al calvinisme en aquest període (un altre exemple és Jean de Monluc, bisbe de Valença). Va participar amb el seu germà en les guerres de religió i va actuar com a mediador entre els protestants i els Medici, encapçalats per la reina Caterina.

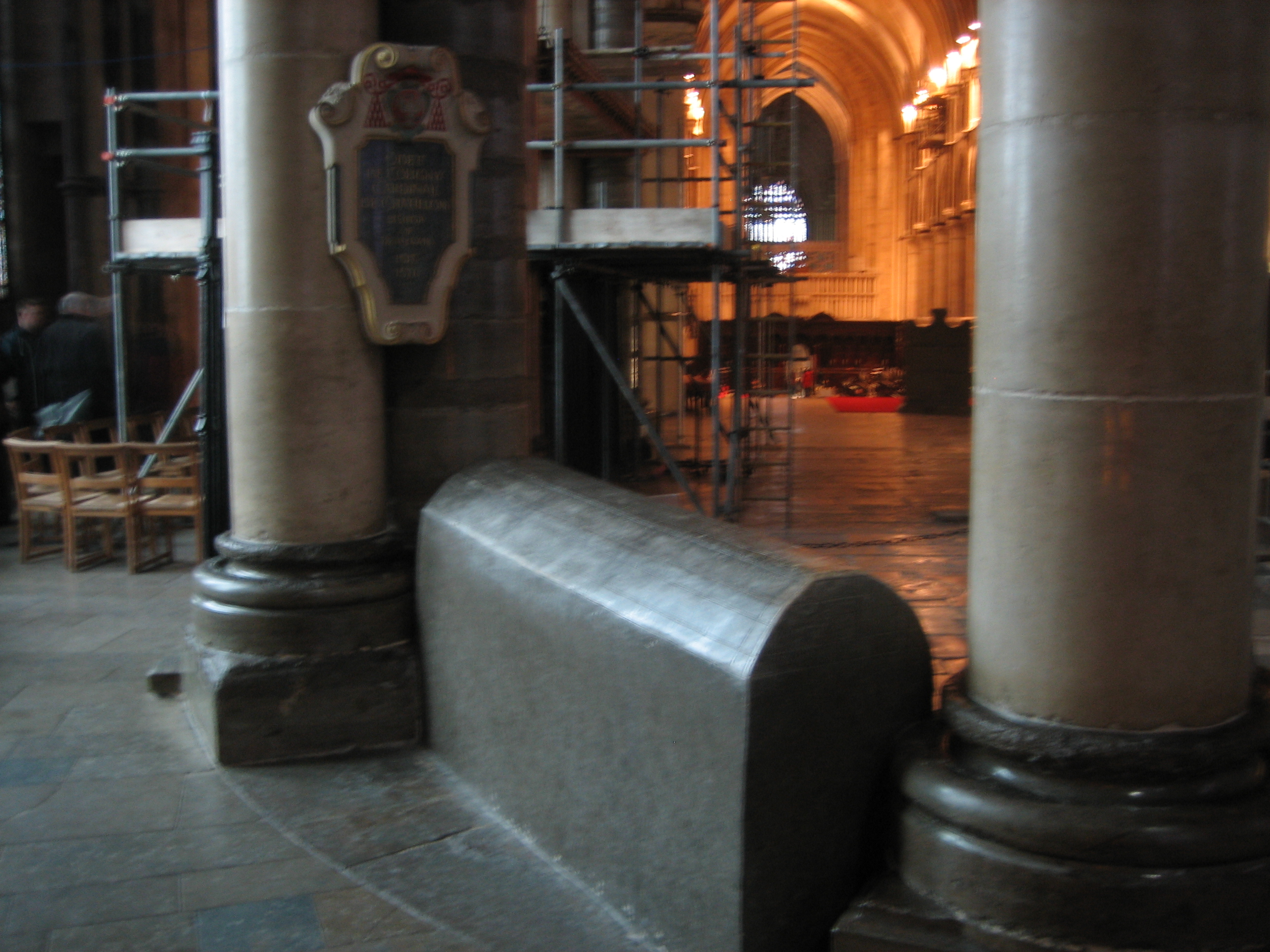
Tomba d'Odet a la Catedral de Canterbury

El desembre de 1564, es va casar amb la seva amant Isabelle d'Hauteville (també coneguda com a Elizabeth de Kanteville o Mme. Cardinale) a Montataire, sense cerimònia catòlica. i amb l'ús, a petició dels hugonots i per part d'Odet de la seva toga cardenalícia.
Va ser excomunicat i se li va despullar de totes les seves dignitats. S'estava preparant per anar a Anglaterra a La Rochelle per reunir-se amb el seu germà quan va morir poc després a Canterbury en estranyes circumstàncies (possiblement enverinat pel seu criat, o per ordres del govern francès) el 1571.
Va ser enterrat en una tomba temporal coberta d'arpillera i guix a la Capella de la Trinitat a l'extrem est de la catedral de Canterbury. Pretenia esser una solució temporal a l'espera del retorn del seu cos a França, aquest fet mai va ocórrer i encara roman allà.